# Marcello (comes excubitorum)
Marcello (fl. 539-552) è stato un comes excubitorum e console onorario bizantino.

## Biografia
Nulla si sa dei primi anni di Marcello. L'8 aprile 539 venne nominato iudex pedaneus dall'Imperatore Giustiniano; era evidentemente un giudice esperto, che aveva assunto come proprio assessor Apione, esperto di diritto. Marcello era probabilmente un vir illustris di grado inferiore a quello di gloriossissimi. Secondo i giudizi degli storici dell'epoca, conduceva una vita austera ed era taciturno e amante della verità e della giustizia.
Nel maggio 541 era comes excubitorum e insieme a Narsete gli fu affidata un'importante missione: seguire il prefetto del Pretorio d'Oriente Giovanni di Cappadocia a Rufiniane per verificare se Giovanni avesse intenzione per davvero di cospirare contro Giustiniano. Marcello e Narsete ascoltarono di nascosto la conversazione tra Giovanni e Antonina e, appurate le sue intenzioni di congiurare contro l'Imperatore, lo assalirono cercando di assassinarlo, ma Giovanni riuscì a fuggire grazie all'intervento delle sue guardie del corpo, che ferirono Marcello.
Agli inizi del 549 Marcello scoprì da Germano che Arsace e Caranange stavano ordendo una congiura con l'intenzione di assassinare Giustiniano e Belisario; tuttavia prima di informare l'Imperatore della congiura si volle accertare della veridicità delle informazioni ricevute e solo quando l'arrivo di Belisario a Costantinopoli dall'Italia era imminente informò Giustiniano del pericolo, salvandolo dalla deposizione. La congiura fu repressa ma quando si accusò Germano di essere coinvolto nella congiura, Marcello lo difese assicurando la sua innocenza e attribuendosi anche delle responsabilità pur di attenuare l'ira di Giustiniano nei confronti di Germano.
Il 28 gennaio 552, ricevuta la carica di console onorario, fu inviato, insieme a Belisario e ad altri gloriosi iudices, da Papa Vigilio, rifugiatosi a Calcedonia, per cercare di convincerlo, senza successo, a ritornare a Costantinopoli.